# Arenivaga rehni
Arenivaga rehni (лат.) — вид песчаных тараканов-черепашек рода Arenivaga из семейства Corydiidae (или Polyphagidae). Обнаружены в Северной Америке: Мексика, штат Южная Нижняя Калифорния.

## Описание
Среднего размера тараканы овально-вытянутой формы: длина тела от 15,3 до 26,7 мм; наибольшая ширина тела (GW) от 6,9 до 11,4 мм; ширина пронотума (PW) 5—8 мм; длина пронотума (PL) от 3,90 до 5,27 мм. Соотношение длины тела к его наибольшей ширине у голотипа = TL/GW 2,29. Основная окраска оранжево-коричневая, одноцветная. Arenivaga rehni — фенотипически очень изменчивый вид. Его гениталии внешне напоминают гениталии Arenivaga grata, но Arenivaga rehni можно диагностировать по узкому центральному полю и широкой сильно заштрихованной вогнутости внутри точки сочленения на правом дорсальном фалломере, а также по заднему выступу на лопасти правого вентрального фалломера.
Питаются, предположительно, как и другие виды своего рода, микоризными грибами, листовым детритом пустынных кустарников и семенами, собранными млекопитающими. В надземных условиях живут только крылатые самцы (отличаются ярко выраженным половым диморфизмом: самки рода Arenivaga бескрылые, внешне напоминают мокриц). Вид был впервые описан в 1917 году американским энтомологом Морганом Хебардом (1887—1946), а его валидный статус подтверждён в ходе ревизии, проведённой в 2014 году американским энтомологом Хейди Хопкинсом (Heidi Hopkins).